# 追你而来
《追你而来》（英語：Chase after You）是2023年6月16日在中国大陆上映的爱情喜剧片，导演杨议，主演樊少皇、罗米。

## 演员
- 樊少皇 出演 罗阳
- 罗米 出演 米雪
- 丁海峰 出演 谷子雨
- 阿如那 出演 二疙瘩
- 陈爱龙 出演 许客
- 王雨甜 出演 毒舌
- 吴冕 出演 米雪妈
- 苇青 出演 罗阳妈
- 苗皓钧 出演 恭叔
- 杨少华 出演 米雪爷爷
- 李宗霖